# TOI-2126
TOI-2126 — одиночная звезда в созвездии Геркулеса на расстоянии приблизительно 760 световых лет (около 233 парсек) от Солнца. Видимая звёздная величина звезды — +12,402m.
Вокруг звезды обращается, как минимум, одна планета.

## Характеристики
TOI-2126 — жёлтый карлик спектрального класса G. Масса — около 0,924 солнечной, радиус — около 0,84 солнечного, светимость — около 0,55 солнечной. Эффективная температура — около 5498 K.

## Планетная система
В 2007 году группой астрономов проекта TrES было объявлено об открытии планеты TrES-3.